# Čečina (gmina Doljevac)
Čečina (cyr. Чечина) – wieś w Serbii, w okręgu niszawskim, w gminie Doljevac. W 2011 roku liczyła 726 mieszkańców.